# FSO Syrena 110
FSO Syrena 110 – prototypowy samochód osobowy klasy kompaktowej zbudowany przez polskie przedsiębiorstwo motoryzacyjne FSO w latach 60. XX wieku. Był to jeden z pierwszych samochodów o nadwoziu hatchback na świecie.

## Historia i opis modelu

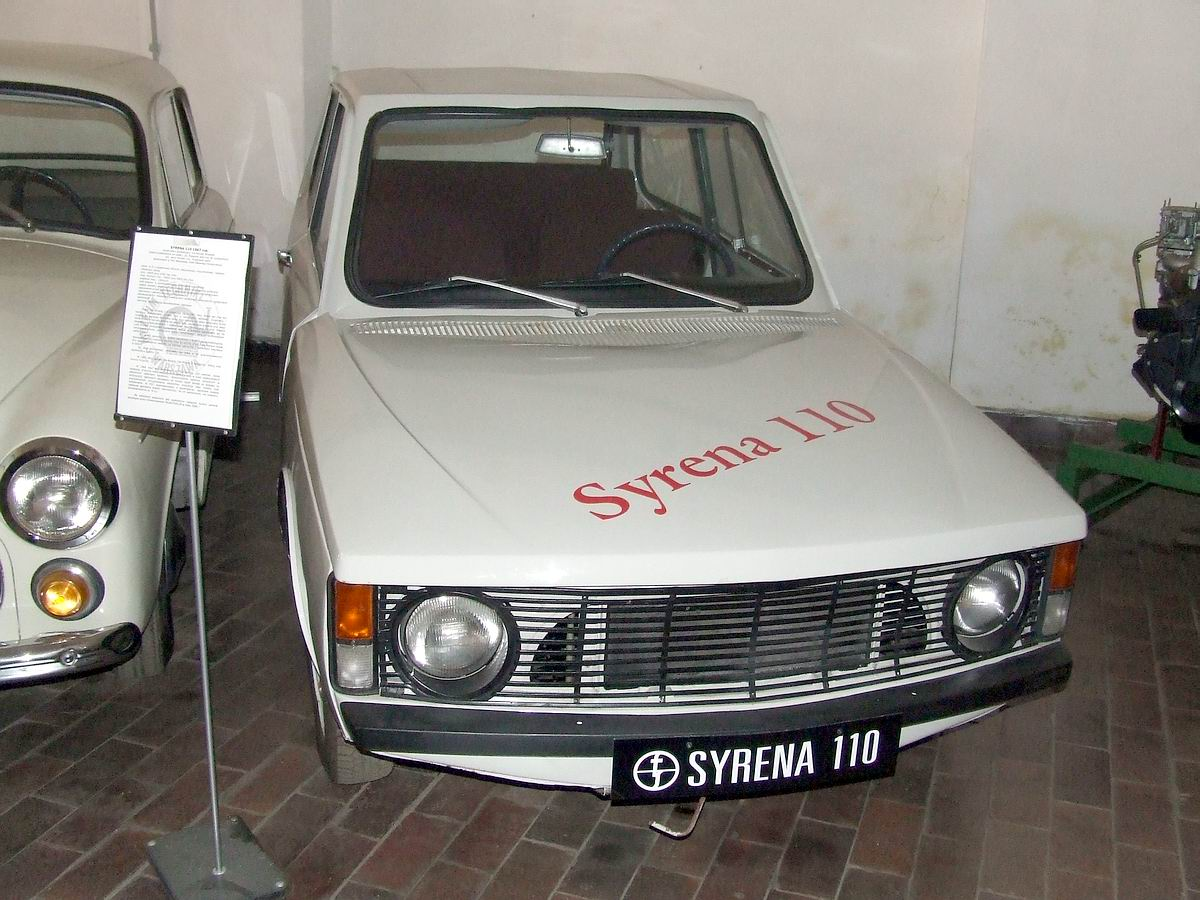
FSO Syrena 110

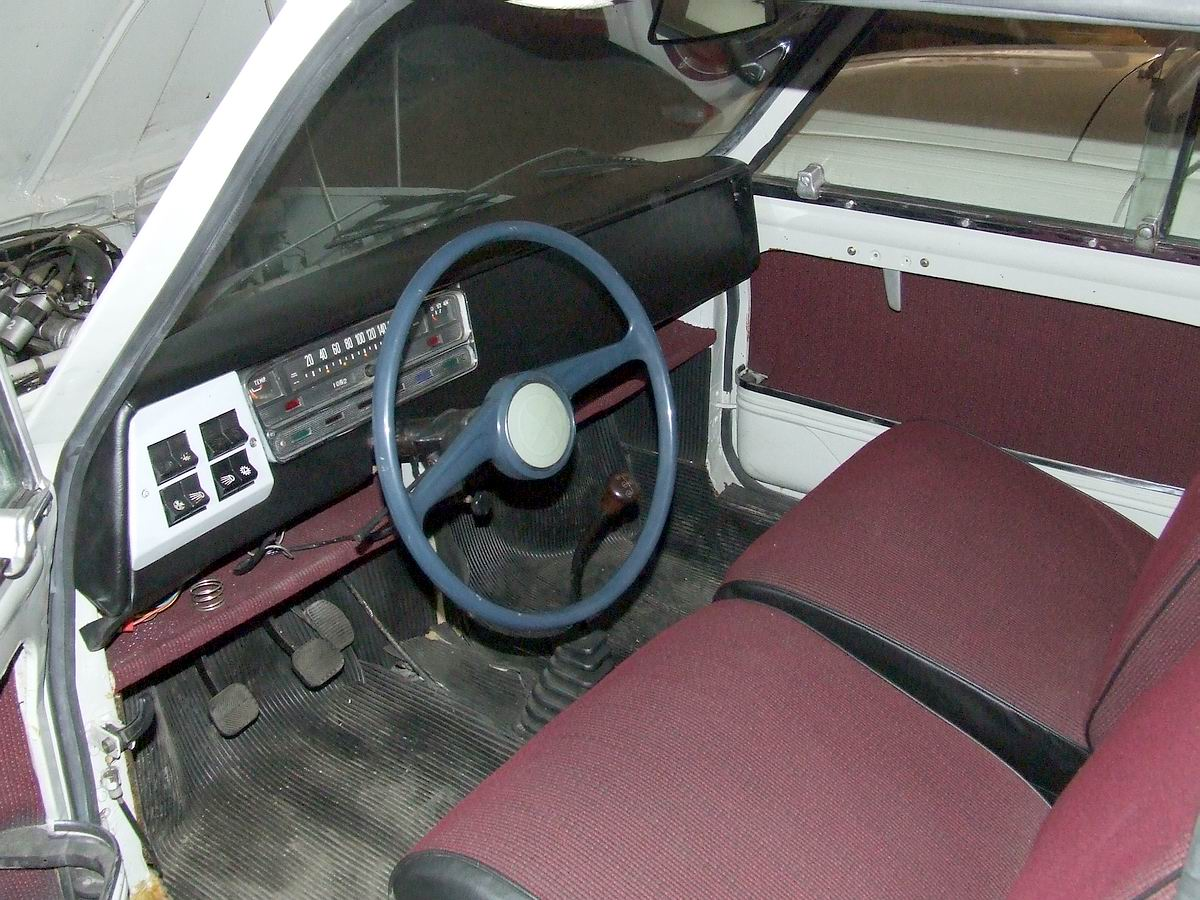
FSO Syrena 110 - wnętrze

W 1960 roku Biuro Konstrukcyjne Przemysłu Motoryzacyjnego (BKPMot) rozpoczęło prace nad stworzeniem nowego samochodu małolitrażowego, który zastąpić miał Syrenę 104. Grupa projektantów pod kierownictwem inżyniera Edwarda Lotha opracować miała cztery wersje pojazdu oznaczone literami alfabetu greckiego - Alfa, Beta, Gamma i Delta.
W 1961 roku powstał pod kierownictwem inżyniera Rafała Skarżyńskiego pierwszy z prototypów - Alfa. Model ten wyposażono w zblokowany napęd na tylne koła oraz czterosuwowy silnik S-701 o pojemności 1 l. Rok później projektant Andrzej Zgliczyński narysował nadwozie różniące się od prototypu Alfa, a przypominające ówcześniejszy model Renault 4. Otrzymało ono przedni napęd, silnik umieszczony z przodu oraz troje drzwi z tylnymi unoszonymi do góry. Po prototypie Beta, zgodnie z alfabetem greckim powinien zostać zbudowany model Gamma, który od razu zastąpiony został prototypem Delta. Auto było podobne do modelu Beta, lecz otrzymało zwiększony rozstaw osi. Źródło napędu pojazdu stanowić miał silnik V4 oznaczony jako S-704. Ostateczny projekt nadwozia pojazdu powierzono absolwentowi warszawskiej ASP - Zbigniewowi Rzepeckiemu.
Równolegle do pracy w BKPMot we Fabryce Samochodów Osobowych trwały prace konstrukcyjne nad budową nowego, popularnego samochodu - Syreny 110. W 1964 roku decyzją kierownictwa polskiego przemysłu motoryzacyjnego oba zespoły połączyły efekty swoich prac. Pojazd miał trafić do produkcji w 1968 roku. Według założeń konstrukcyjnych, pojazd ważyć miał 720 kg, przewozić 4 osoby z bagażem, osiągać 125 km/h, rozpędzać się w czasie krótszym niż 15 sekund do 100 km/h oraz spalać mniej niż 8 l benzyny na 100 km.
Aby sprostać tym wymaganiom skonstruowano zupełnie nowe, lekkie samonośne 3-drzwiowe nadwozie typu hatchback. Zastosowano w nim bardzo ciekawe i nowatorskie rozwiązanie techniczne – częściową ramę przednią pozwalającą na demontaż całej przedniej części karoserii wraz z zespołem napędowym. To rozwiązanie miało umożliwić szybkie naprawy, a w przyszłości pozwolić na montaż 1-litrowego, czterosuwowego silnika w układzie poprzecznym. W zawieszeniu nowego pojazdu zastosowano resorowanie niezależne na 4 spiralnych sprężynach (z przodu i z tyłu) współpracujących z układem podwójnych wahaczy poprzecznych oraz stabilizatora z przodu i pojedynczych wahaczy wleczonych z tyłu. Z modelu 104 przejęte zostało sprzęgło, przekładnia i skrzynia biegów.
Skonstruowane zostały i wykonane trzy prototypy silników, w tym jednego do zabudowy w układzie poprzecznym. Wykorzystany został zmodyfikowany dwusuwowy silnik trzycylindrowy polskiej konstrukcji S-31 o pojemności skokowej 845 cm³ i mocy 40 KM.
Pomimo nowoczesnej konstrukcji i osiągów na światowym poziomie, w latach 1965 - 1966 wykonano około 20 samochodów serii próbnej przeznaczonych do prób drogowych, a prace nad Syreną 110 porzucono ze względu na zakup licencji na Fiata 125p. Wszystkie egzemplarze serii próbnej trafiły do rąk prywatnych. Widywane były na drogach jeszcze w latach 80.. Do dzisiejszego dnia przetrwały wyłącznie dwa egzemplarze pojazdu - jeden w rękach prywatnych oraz drugi, który wystawiony jest jako eksponat w Muzeum Hutnictwa i Przemysłu Maszynowego w Chlewiskach.